# Joseph Wolpe
Joseph Wolpe (20 avril 1915 à Johannesbourg, Afrique du Sud - 4 décembre 1997 à Los Angeles) est un psychiatre américain du béhaviorisme ou comportementalisme, surtout connu pour ses théories et expériences au sujet de ce qui s'appelle maintenant la désensibilisation systématique dans les phobies. Né à Johannesbourg (Afrique du Sud), il a acquis plus tard la citoyenneté américaine. Il a été professeur de la psychiatrie à la Temple University Medical School de Philadelphie en Pennsylvanie de 1965 à 1988.

## Principe de l’inhibition réciproque
Wolpe définit le principe d'inhibition réciproque comme l'arrêt des effets d'un stimulus face à un stimulus ayant des effets contraires. Il cherche par ce principe à briser l’association d’un stimulus à une réponse anxieuse. On associe le stimulus à une meilleure réponse, antagoniste à la réponse anxiogène.

Principe de l’inhibition antagoniste:
« If a response antagonistic to anxiety can be made to occur in the presence of anxiety – evoking stimuli so that it is accompanied by a complete or partial suppression of the anxiety response – ones, the bond between these stimuli and the anxiety will be weakened »
Si une réponse antagoniste de l’anxiété peut être amenée à se produire en présence de stimuli anxiogènes, ceci est accompagné d’une suppression complète ou partielle de réponses « anxiété » et le lien entre ces stimuli et l’anxiété sera affaibli.
On ne peut produire 2 états antagonistes en même temps (marcher ou courir). Wolpe va chercher un état de l’organisme antagoniste à l’anxiété : apprendre la réponse « détente ».
On prend une série de stimuli de plus en plus forts qui déclenchent l’anxiété. Quand le patient est en état de relaxation, on évoque le stimulus le plus léger. Il y a alors inhibition de l’anxiété car le lien est affaibli, et ainsi de suite avec des stimulus de plus en plus forts.

## Désensibilisation systématique
Les trois choses nécessaires
- Il faut savoir relaxer. On doit pratiquer les exercices de relaxation de détente profonde, musculaire, par images mentales. Avec de la pratique, tous réussissent à apprendre l'auto-relaxation et la visualisation. Exemples: paysages, scènes agréables.

- Vous choisissez une phobie que vous voulez travailler. Nous vous suggérons de prendre celle du centre d'achats (si c'est le cas) ou une phobie similaire (restaurant, église, etc. ). Toutefois, si cette phobie soulève trop d'anxiété, commencez par en travailler une qui est plus facile pour vous.

- Vous avez le choix d'utiliser trois variantes de la désensibilisation systématique : 
  - Vous pouvez éliminer votre phobie en vous exposant directement dans la réalité ;
  - vous éliminez votre phobie en vous exposant par la fantaisie ;
  - vous combinez les deux approches ci-dessus, vous prenez celle de la fantaisie en premier et ensuite vous pratiquez dans la réalité.

| Situation                                                 | Situation                   | Niveau d'anxiété |
| --------------------------------------------------------- | --------------------------- | ---------------- |
| 1- Je pense à aller faire mes courses au centre d'achats  | accompagné(e)               | 5                |
| 2- J'embarque dans l'auto pour aller au centre d'achats   | accompagné(e)               | 10               |
| 3- Je vois le centre d'achats                             | accompagné(e)               | 15               |
| 4- J'arrête dans le stationnement                         | accompagné(e)               | 20               |
| 5- Je me dirige vers les portes du centre d'achats        | accompagné(e)               | 25               |
| 6- J'entre dans le centre d'achats                        | accompagné(e)               | 30               |
| 7- Je marche dans le centre d'achats                      | accompagné(e)               | 35               |
| 8- J'entre dans une boutique pour acheter un article      | accompagné(e)               | 40               |
| 9- Je passe à la caisse                                   | sans attente, accompagné(e) | 45               |
| 10- Je passe à la caisse                                  | avec attente, accompagné(e) | 50               |
| 11- Je pense à aller faire mes courses au centre d'achats | seul(e)                     | 55               |
| 12- J'embarque dans l'auto pour aller au centre d'achats  | seul(e)                     | 60               |
| 13- J'arrête dans le stationnement                        | seul(e)                     | 65               |
| 14- Je me dirige vers les portes du centre d'achats       | seul(e)                     | 70               |
| 15- J'entre dans le centre d'achats                       | seul(e)                     | 75               |
| 16- Je marche dans le centre d'achats                     | seul(e)                     | 80               |
| 17- J'entre dans une boutique pour acheter un article     | seul(e)                     | 85               |
| 18- Je passe à la caisse (sans attente)                   | seul(e)                     | 90               |
| 19- Je passe à la caisse (avec attente)                   | seul(e)                     | 95               |
| 20- Je vais au centre d'achat et fais toutes mes courses  | seul(e)                     | 100              |

La désensibilisation est basée sur le phénomène de l’inhibition réciproque.

## Publications
- Pratique de la thérapie comportementale, Masson, 1975 (ISBN 978-2225416682)